# Cruzeiro (Justinópolis)

Cruzeiro é um bairro pertencente ao distrito de Justinópolis em Ribeirão das Neves, na Região Metropolitana de Belo Horizonte. Localiza-se a noroeste do centro de Justinópolis e tem acesso principal pela Av. Denise Cristina da Rocha e Rua José do Patrocínio.

## Origem
De acordo com o Plano de Regularização Fundiária de Ribeirão das Neves elaborado em 2009, o bairro Cruzeiro possuía parte de seu terreno como propriedade de uma fazenda, que foi loteada e vendida pela Imobiliária Campos. Começou a se consolidar na década de 90, em decorrência sobretudo da sua localização, na região de conurbação com o distrito de Venda Nova. Há, também, o fato da expansão exponencial nas redondezas, destaque para o bairro Botafogo.

## Atualidade
O bairro Cruzeiro localiza-se entre um vale e um topo de morro e, majoritariamente, entre os bairros Botafogo e Jardim São Judas Tadeu. Suas vias e quadras apresentam geometria regular e seus lotes tem predominantemente 250m². A região apresenta uma centralidade comercial local na região das ruas Adolfo Portela, Castro Alves e José Patrocínio, na parte central do bairro.
Atualmente existem algumas indústrias de cerâmica no entorno, como a cerâmica Santo Antônio, cerâmica Marbeth e Braúnas. Sua proximidade com o bairro Botafogo, um importante centro comercial e cultural de Justinópolis, torna a área um local movimentado, com grande fluxo de veículos.
Os moradores do Cruzeiro tem acesso à uma Escola Estadual e uma Escola Municipal no bairro vizinho, além de centros de educação infantil privados. Quanto ao lazer, há um campo de futebol, que também é usado pelos moradores do bairro Belo Vale, o qual é aproveitado para a prática  de exercícios físicos e diversos esportes. A prefeitura de Ribeirão das neves, em 2020, anunciou a criação de uma creche na rua Castro Alves, melhorando o IDHM e democratizando o acesso à educação infantil para os residentes das redondezas.
Os bairros vizinhos são: Belo Vale, Botafogo, Jardim São Judas Tadeu, Labanca, Maracanã e Paraíso das Piabas.

## Transporte
Essa localidade é a principal via de acesso do transporte público da região (Jardim São Judas Tadeu, Belo Vale, Vera Lúcia), atualmente 4 linhas de ônibus passam por ele e uma sai diretamente do bairro. São elas:

### Municipal
- 204: Paraíso/Cruzeiro/Nova Pampulha Via Kátia. Linha municipal que liga a região até o bairro Nova Pampulha.[6]

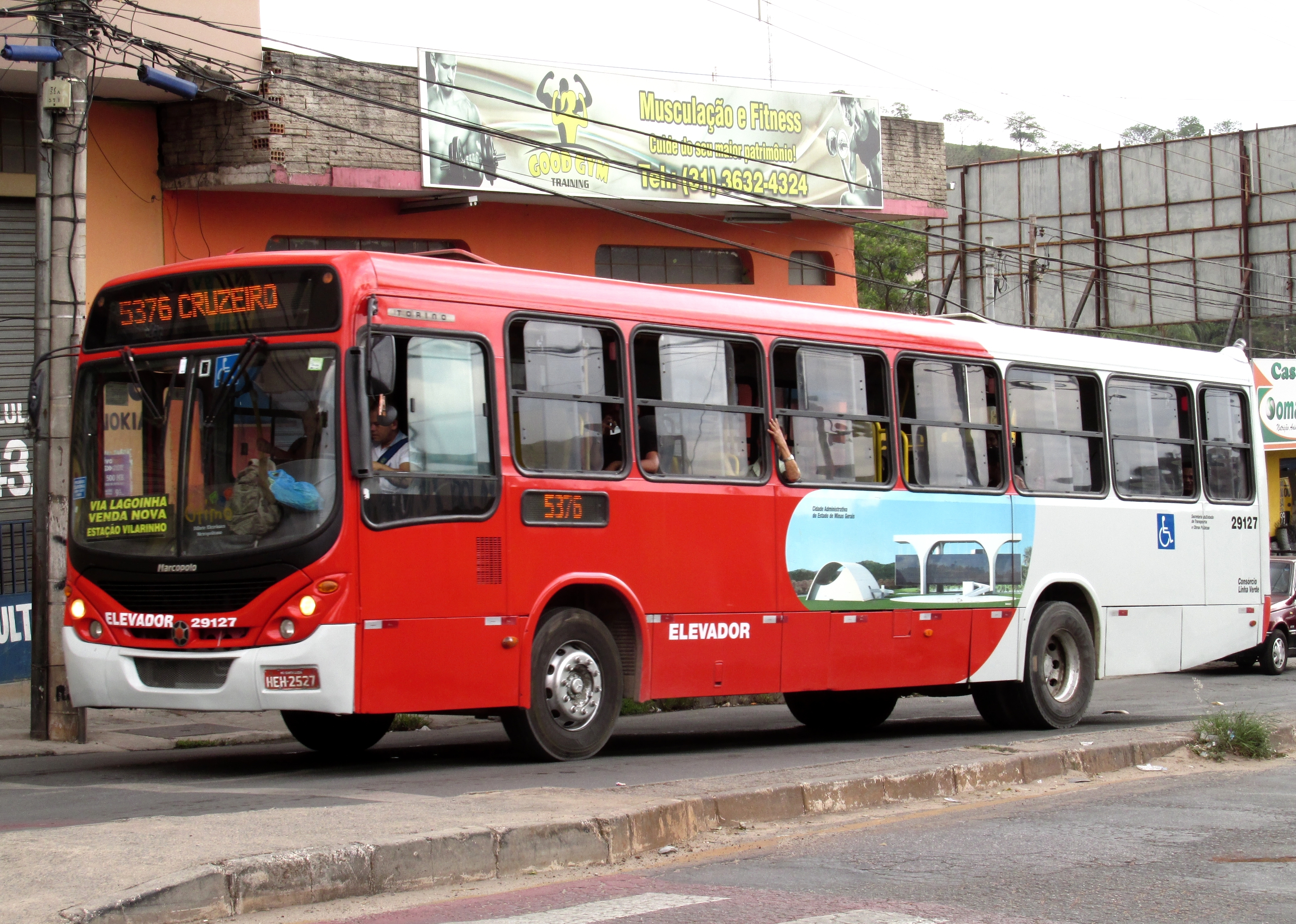
Ônibus da linha 5376 se deslocando ao Terminal Vilarinho, em 2016.

### Metropolitano
- 5375: Cruzeiro/Terminal Justinópolis. Linha alimentadora que liga a região até o Terminal Justinópolis | Move Metropolitano.[7]

- 5376: Cruzeiro/Estação Vilarinho. Linha metropolitana que liga a região até o Terminal Vilarinho em Venda Nova, Belo Horizonte.[8]
- 5377: Terminal Vilarinho/Paraíso via Cruzeiro. Linha metropolitana que liga o Terminal Vilarinho em Venda Nova, Belo Horizonte, até a região.[9]

- 5412: Term. Justinópolis/Paraíso Via Cruzeiro/Botafogo. Linha alimentadora que liga a região até o Terminal Justinópolis | Move Metropolitano.[10]
- 5391: Felixlândia/Terminal Justinópolis. Linha alimentadora que liga a região até o Terminal Justinópolis | Move Metropolitano.[11]